# Raparna byrsopa
Raparna byrsopa là một loài bướm đêm trong họ Noctuidae.